# 武田博志
武田 博志（たけだ ひろし、1973年2月28日 - ）は、RSK山陽放送(RSK)の元アナウンサー・報道記者・ドキュメンタリーディレクター。
文化庁芸術祭賞（2016）、広告賞「ACC TOKYO CREATIVITY AWARDS」ACCゴールド（2018）受賞。

## 略歴等
- 愛知県知多市生まれ、千葉県船橋市出身。
- 早稲田大学社会科学部卒業後、1997年にRSK入社（同期に小林章子、阪上彰子、中村恵美）。アナウンス部、ラジオ制作部（1999年より）、報道部（2003年より）、四国支社報道部（2006年より）、報道部（2008年より）、営業部（2016年より）を経て、現職。
- 岡山放送の堀靖英、元長野朝日放送の加藤えりとは愛知県知多市の小学校で同級生。血液型はA型。
- イブニングDonDonメイン司会担当時、TBS系のバラエティ番組『ぴったんこカン・カン』の岡山・倉敷・香川ロケで来ていた泉ピン子とTBSアナウンサーで系列局同期の安住紳一郎が飛び入り出演し、その一部始終が『ぴったんこカン・カン』で全国ネットで流れた。
- 報道部に異動後も自社製作のスポーツ中継で実況を担当する。
- 2007年の香川・坂出3人殺害事件ではTBS全番組のリポーターを担当。また逮捕前に容疑者を割り出すスクープ。[要出典]
- 2012年からドキュメンタリー番組「RSK地域スペシャル・メッセージ」製作を担当。TBS報道特集にて「橋を渡るシカ(2013.12)」「脳死肺反転移植(2014.10)」「離島看護師(2015.10)」「盲目の先生(2016.01)」を製作・出演[3]。
- TBS「報道の魂」にて「子どもを襲う貧困」を製作[4]。
- 2016年制作の「島の命を見つめて～豊島の看護師・うたさん」[5]は国内外で映像祭賞を受賞[6]し、翌年にはNHKワールドにて全世界に向け放送された。
- 2018年営業部在籍時に制作した「岡山いのちの電話協会」のラジオCMが、ACC TOKYO CREATIVITY AWARDSで全国2位に選出された[7]。
- 2019年4月の人事異動で再び報道・アナウンスに復帰。なお、2020年時点でRSK山陽放送公式サイトのアナウンサー一覧には記載がないためアナウンサー職から離れている。

## 担当番組
現在
テレビ
- RSKイブニングニュース(祝日。2019年10月-)以前はスポーツコーナー→月-水曜キャスター(2007年4月-2010年3月)、金・土曜キャスター（2019年4月-2019年9月）。

過去
ラジオ
- RSKスポーツジョッキー（火曜日）[8]
- トヨペットQ本町倶楽部[8]
- サンデーベスト
- アットちゃん倶楽部
- 高校野球実況

テレビ
- イブニングDonDon（メイン司会）
- いきいき情報児島（競艇番組）
- 各種スポーツ中継

## 受賞歴
- 「買い物難民」（2012） - 日本民間放送連盟賞中四国地区優秀賞
- 「ヤツらがやってくるVSサル・シカ・イノシシ」（2014） - JNNネットワーク協議会奨励賞
- 「盲目の先生・命の授業～見えないから見えたもの」（2015） - 日本民間放送連盟賞優秀賞[9]
- 「島の命を見つめて～豊島の看護師・うたさん」（2016）
  - 文化庁芸術祭優秀賞、地方の時代映像祭グランプリ[10]、日本医学ジャーナリスト賞優秀賞、JNNネットワーク協議会協議会賞、日本民間放送連盟賞優秀賞[11]、ワールドメディアフェスティバル銀賞[12]、アメリカ国際フィルム ビデオ賞銀賞、ヒューストン国際映画祭プラチナ賞、カンヌコーポレートメディア＆テレビ大賞銀賞[13]
- 岡山いのちの電話協会 - 「自殺対策強化月間」ラジオCM　(2018)、2018 58th ACC TOKYO CREATIVITY AWARDSラジオCM部門　ACCゴールド